# Aurélien Tchouaméni
Aurélien Djani Tchouaméni (n. 27 ianuarie 2000, Rouen, Franța) este un fotbalist francez aflat sub contract cu echipa spaniolă Real Madrid pe postul de mijlocaș. Este internațional cu Echipa națională de fotbal a Franței.

## Carieră

### Bordeaux
Tchouaméni și-a făcut debutul cu prima echipă pentru Bordeaux într-o victorie cu 1-0 în UEFA Europa League în deplasare în fața echipei letone FK Ventspils în turul doi de calificare pe 26 iulie 2018, începând meciul și jucând 89 de minute.A marcat primul său gol din cariera sa de seniori pentru club pe 9 august, atingând golul final în victoria cu 3-1 a lui Bordeaux în deplasare în Europa League împotriva lui Mariupol.

### AS Monaco
Pe 29 ianuarie 2020, Tchouaméni a semnat un contract de patru ani și jumătate cu echipa din Ligue 1 Monaco. După aproximativ un an în echipă, a marcat primul gol în ligă pentru echipa, înregistrând al doilea gol într-o victorie cu 3-1 împotriva lui Olympique Marseille pe 23 ianuarie 2021. Pe 14 mai 2022, a oferit un asist căpitanului echipei Wissam Ben Yedder și, astfel, a participat la a 9-a victorie consecutivă pentru echipa sa.

### Real Madrid
Pe 11 iunie 2022, cluburile au anunțat că Tchouaméni a fost transferat la Real Madrid pe 1 iulie 2022, semnând un contract pe șase ani. Suma transferului a fost raportată a fi de 80 de milioane de euro, care ar putea crește până la 100 de milioane de euro din cauza taxelor suplimentare.